# Pièce de 1 dollar américain Flowing Hair
Vous lisez un « bon article » labellisé en 2020.
La pièce de 1 dollar américain Flowing Hair est la première pièce de monnaie en dollars émise par le gouvernement fédéral des États-Unis. Elle est frappée en 1794 et 1795 ; sa taille et son poids sont basés sur le « spanish dollar », qui est, à cette époque, la pièce la plus utilisée dans le commerce à travers les Amériques.
En 1791, à la suite d'une étude d'Alexander Hamilton, le Congrès adopte une résolution commune appelant à la création d'une Monnaie nationale. Plus tard dans l'année, dans son troisième discours sur l'état de l'Union, le président George Washington demande au Congrès de créer une monnaie, ce qui est officiellement autorisé par la loi sur la monnaie de 1792. Malgré cette autorisation, aucune pièce d'argent ou d'or n'est frappée avant 1794. Le dollar Flowing Hair, conçu par Robert Scot, est produit initialement en 1794, puis à nouveau en 1795. En octobre 1795, le dessin est remplacé par le dollar Draped Bust.

## Contexte

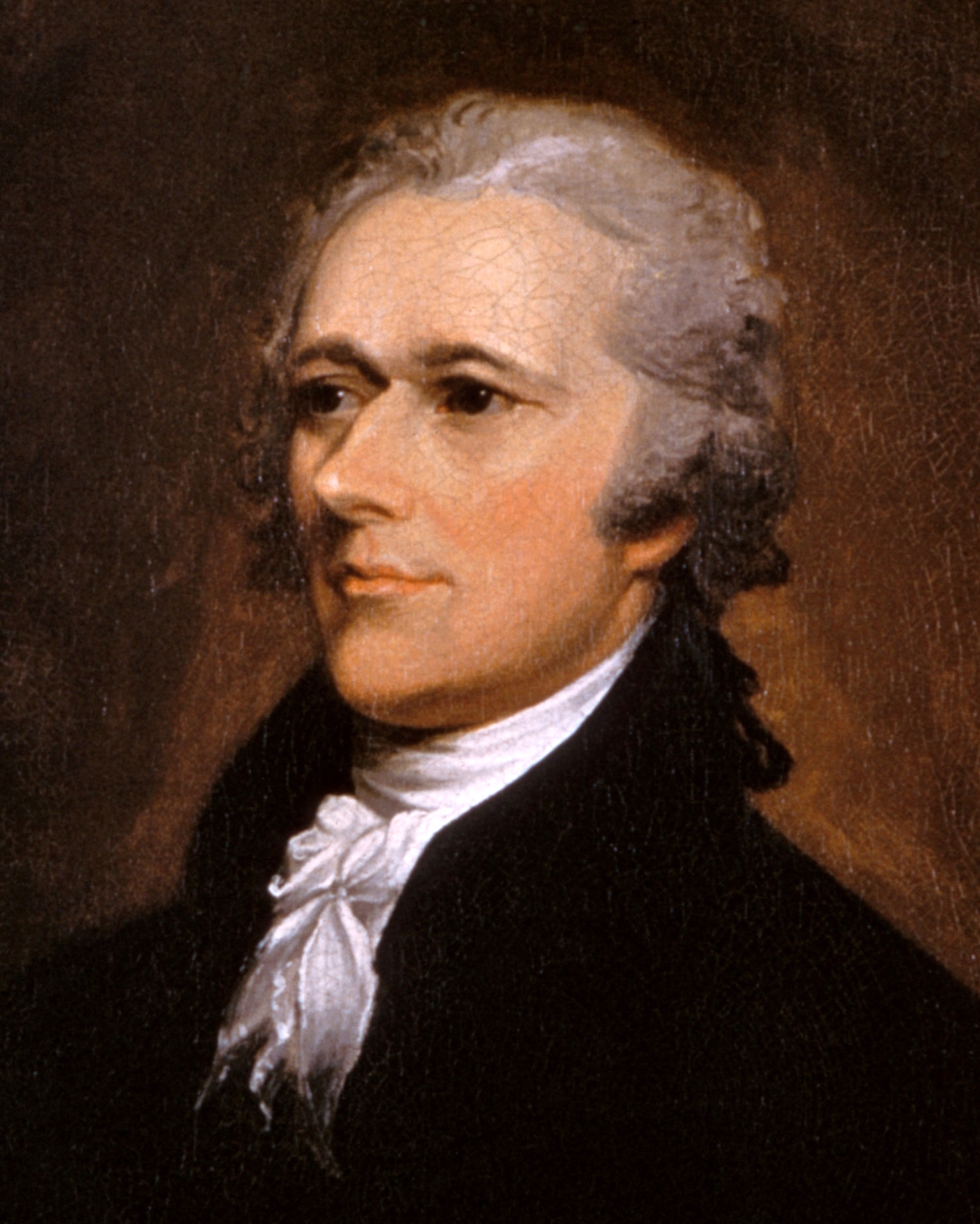
Le secrétaire au Trésor Alexander Hamilton a rédigé un rapport sur le système monétaire américain avant la création de la Monnaie des États-Unis.

### Avant la loi de 1792
Diverses propositions sont faites dans les années 1780 pour créer une monnaie fédérale. Toutes ont échoué en raison d'un manque de fonds et de l'opposition générale à ces projets de la part de ceux qui avaient intérêt à produire de grandes quantités de pièces de cuivre, comme les gouvernements des États. L'une des suggestions les plus intéressantes a toutefois été formulée par Thomas Jefferson en 1785-1786. Il recommandait une monnaie composée d'or, d'argent et de cuivre. Comme aucune pièce fédérale n'est émise, les besoins des États sont satisfaits par une variété de pièces et de jetons nationaux et étrangers, y compris des pièces espagnoles de huit réaux (communément appelées dollars espagnols ou pièces de huit).
En 1789, la Constitution des États-Unis, qui accorde au Congrès le pouvoir de « frapper la monnaie, d'en réglementer la valeur, ainsi que celle des pièces étrangères, et de fixer la norme des poids et mesures », est ratifiée et entre en vigueur. L'année suivante, le Congrès commence à délibérer sur l'état du système monétaire et de la monnaie du pays. Le 28 janvier 1791, le secrétaire au Trésor Alexander Hamilton présente au Congrès un rapport détaillant les conclusions d'une étude qu'il a menée sur le système monétaire et le potentiel d'une monnaie fédérale. Dans le cadre de son étude, Hamilton fait effectuer une série de tests sur des dollars espagnols, car c'est la pièce sur laquelle le système monétaire des États-Unis serait basé. Après avoir pris connaissance des résultats, le secrétaire recommande que la teneur en argent du dollar américain soit basée sur la teneur moyenne en argent des réaux testés. La recommandation de Hamilton est que le dollar doit contenir 371,25 grains d'argent et avoir un poids total de 416 grains, le reste étant du cuivre. Le 3 mars 1791, après avoir examiné ce rapport, le Congrès adopte une résolution qui autorise la création d'une monnaie fédérale, mais ne donne aucune précision quant à la mise en œuvre, ni aucun crédit.

### Création de la Monnaie
Dans son troisième discours annuel au Congrès, connu plus tard comme le discours sur l'état de l'Union, prononcé le 27 octobre 1791 à Philadelphie, le président George Washington exhorte les membres du Congrès à mettre immédiatement en vigueur la résolution commune approuvée plus tôt cette année-là :

« Les désordres de la monnaie existante, et surtout la rareté de la petite monnaie, une rareté si particulièrement pénible pour les classes les plus pauvres, recommandent vivement la mise en œuvre immédiate de la résolution déjà prise concernant l'établissement d'une monnaie. Des mesures ont été prises en application de cette résolution pour s'assurer la collaboration des artistes nécessaires, ainsi que l'acquisition des appareils requis »

.

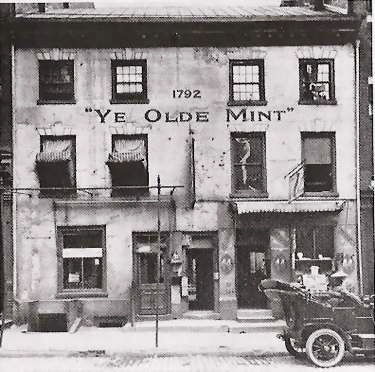
La Monnaie de Philadelphie, créée en 1792, a frappé ses premières pièces en 02 1793 - (photo de 1908).

En réponse, le Sénat nomme un comité présidé par Robert Morris pour rédiger les spécifications et la législation nécessaires à la création officielle d'une Monnaie américaine. Le 21 décembre 1791, la commission présente au Congrès un projet de loi qui dispose notamment que la nouvelle pièce de monnaie en dollars (qui doit constituer la base du système monétaire américain) doit contenir 371 grains d'argent et un poids total de 416 grains, comme Hamilton l'a précédemment recommandé. Les nouvelles pièces en argent doivent être frappées dans un alliage contenant 1 485 parts sur 1 664 (environ 89,24 %) d'argent fin, le reste étant du cuivre, destiné à égaler l'argent contenu dans les dollars espagnols. Cependant, l'un des tests sur ces derniers est erroné : il s'agit en fait d'argent 65/72 (environ 90,28 %), le reste étant du cuivre.

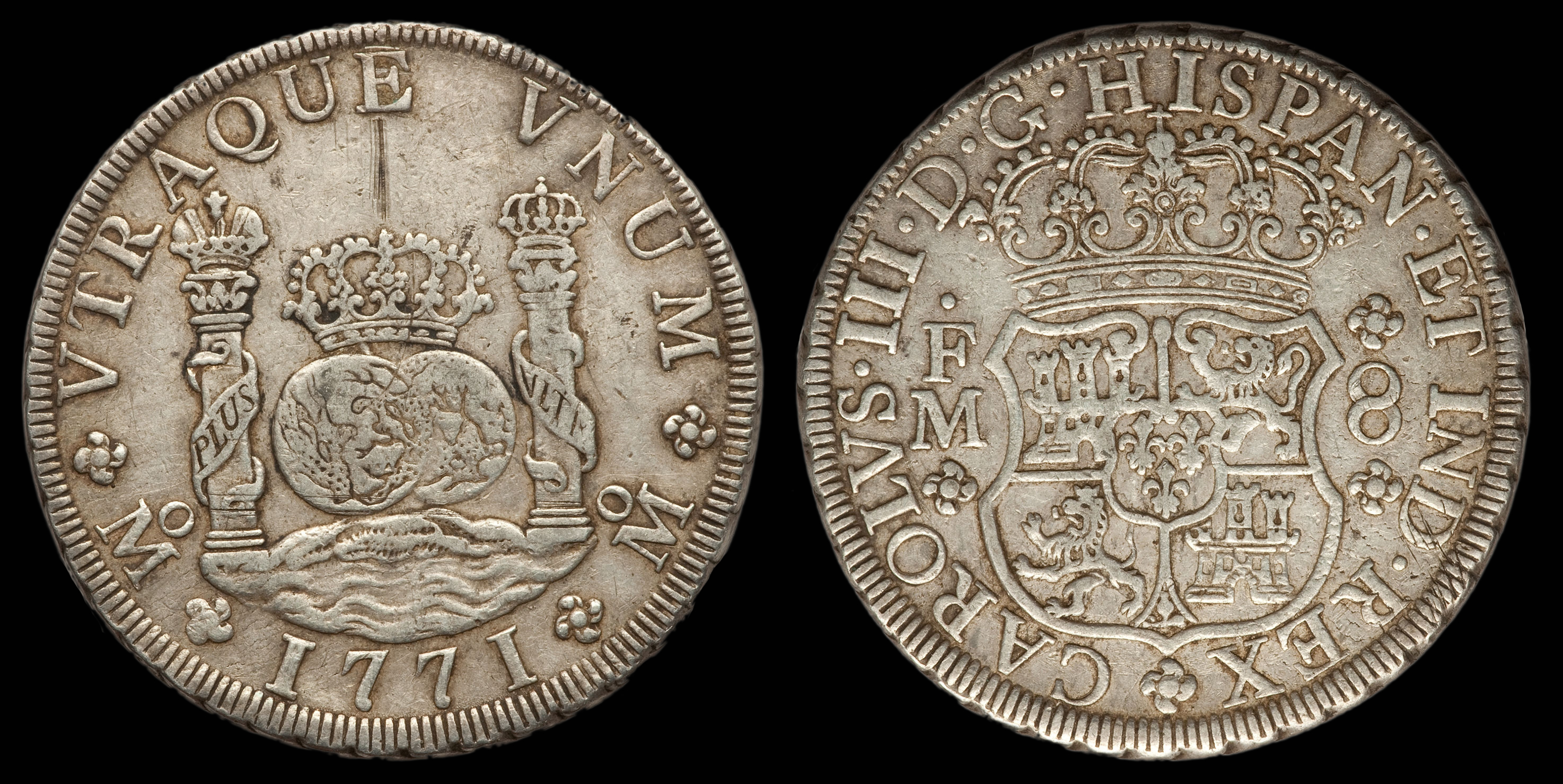
Le dollar espagnol était à la base du dollar d'argent des États-Unis.

Une disposition de la législation de Morris demande que le président Washington soit représenté sur l'avers de chaque pièce frappée par la nouvelle Monnaie. Le projet de loi est adopté par le Sénat après débat, mais il est modifié à la Chambre des représentants pour demander que soit représentée une figure allégorique de la Liberté. Lors du second passage du texte devant le Sénat, la Chambre haute insiste sur sa version de la disposition relative au dessin. La Chambre rejette la disposition pour la deuxième fois et adopte une autre version du projet de loi, après quoi le Sénat donne son accord. La loi, connue sous le nom de Coinage Act of 1792, est promulguée le 2 avril 1792 par le président Washington. Cette loi prévoit la création de la Monnaie des États-Unis et l'affectation de fonds pour couvrir le coût de la construction d'une installation appropriée, ainsi que les salaires des employés et des fonctionnaires. Les dénominations fixées par la loi sont les suivantes : demi-cents, cents, demi-dimes, dimes, quarts de dollar, demi-dollars, dollars, quarter eagles, half eagles et eagles. Le 31 juillet 1792, la première pierre de la Monnaie de Philadelphie est posée par le nouveau directeur de la Monnaie, David Rittenhouse. Les machines et le personnel commencent à occuper le nouveau bâtiment dès septembre 1792, et la production commence en février 1793. Au cours de la première année de production de la Monnaie, seules des pièces de cuivre sont frappées, car l'essayeur potentiel ne parvient pas à réunir la caution de 10 000 dollars, requise pour assumer officiellement cette fonction ; la loi de 1792 sur les pièces de monnaie dispose que le frappeur en chef et l'essayeur « doivent être liés aux États-Unis d'Amérique, avec une ou plusieurs cautions, à la satisfaction du secrétaire au Trésor, d'un montant de dix mille dollars ». Plus tard dans l'année, le secrétaire d'État Thomas Jefferson fait appel au Congrès pour que le montant des cautions soit réduit. Le 3 mars 1794, le Congrès abaisse les obligations à 5 000 dollars et 1 000 dollars pour le chef monnayeur et l'essayeur, respectivement.

## Production

### Création du dessin
Robert Scot est nommé graveur en chef de la nouvelle Monnaie américaine le 23 novembre 1793, après la mort tragique du graveur non officiel Joseph Wright, à la suite de l'épidémie de fièvre jaune de 1793.

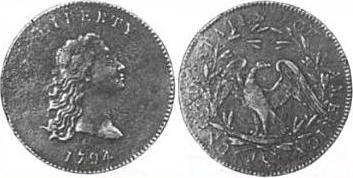
Une pièce de monnaie modèle pour le dollar Flowing Hair, frappée en cuivre sans les étoiles à l'avers des émissions en circulation.

Au début de 1794, Scot commence à préparer des dessins pour le dollar en argent. La première ébauche représente un buste de la Liberté sur l'avers, tandis que sur le revers apparaît un aigle, tous deux exigés par la loi sur les pièces de monnaie de 1792. Le dessin de la Liberté de Scot s'inspire de sa récente proposition pour la pièce d'un cent, mais sans bonnet phrygien. Les fonctionnaires du gouvernement demandent ensuite à Scot d'inclure une couronne autour de l'aigle et de déplacer la dénomination du revers vers le bord de la pièce. Après avoir reçu l'approbation, Scot commence à graver les épreuves du nouveau dollar en argent. Un soin particulier est apporté à la gravure de cette dénomination, car le dollar serait la plus grosse pièce américaine, et recevrait ainsi la plus grande attention de la part des nations étrangères. Le lettrage est exécuté par Frederick Geiger, qui a travaillé comme typographe pour divers livres et journaux. Après la création des matrices, plusieurs pièces d'essai en cuivre sont frappées. Les responsables décident d'ajouter quinze étoiles en périphérie, représentant les quinze États qui ont ratifié la Constitution à ce moment-là, à l'avers Liberté, qui est tourné vers la droite.

### Frappe
Maintenant que la frappe des pièces d'argent peut commencer, la Monnaie commence à chercher des déposants pour faire venir des lingots d'argent. Après avoir reçu plusieurs dépôts, l'essayeur Albion Cox fait savoir à Rittenhouse qu'il pense que la norme 892 approuvée pour les pièces d'argent est difficile à produire et qu'elle s'assombrirait si elle était mise en circulation. Cox recommande donc de modifier la pureté à 90 %, mais aussi de maintenir le poids à 416 grains. Cela signifie que le nouvel alliage est contraire à la loi et que tous les déposants seraient surfacturés pour leurs dépôts de lingots d'argent, car la teneur en argent des pièces est plus élevée que celle autorisée par la loi sur les pièces de monnaie de 1792. L'action de la Monnaie coûte aux fournisseurs d'argent environ un pour cent de leur dépôt ; le plus important, John Vaughan, estime sa perte à 2 260 dollars. Le Congrès approuve sa demande de remboursement en 1800, après plusieurs reports.

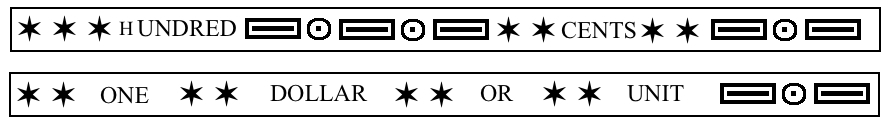
Une illustration des lettres de bordure (en deux segments) figurant sur les dollars Flowing Hair.

Avant que les pièces puissent être frappées, il faut imprimer les lettres et les dénominations sur la tranche et sur le bord des flans. Cette action est effectuée à l'aide d'un dispositif connu sous le nom de machine Castaing ; la machine estampille la tranche avec les mots « Hundred Cents One Dollar or Unit » ainsi que des ornements. Comme le procédé de gravure est plutôt rudimentaire, le poids des flans destinés aux dollars en argent est variable. C'est pourquoi le poids des pièces varie plus fortement que celui des émissions ultérieures, frappées avec un équipement plus précis.
Les premiers dollars en argent sont frappés le 15 octobre 1794. L'argent utilisé pour les dollars de 1794 provenait uniquement de lingots d'argent déposés à la Monnaie par le directeur, David Rittenhouse, le 22 août 1794. En vertu d'un mandat manuscrit de transfert de pièces émis par le directeur Rittenhouse le 15 octobre 1794, 1 758 pièces d'un dollar en argent sont transférées de la garde du chef monnayeur Henry Voigt à la garde du trésorier de la Monnaie, le Dr Nicholas Way. Le 15 octobre également, en vertu d'un mandat manuscrit de restitution de pièces, émis par le directeur Rittenhouse, les 1 758 pièces sont transférées de la garde du trésorier de la Monnaie à David Rittenhouse, à titre de restitution partielle de pièces pour ses dépôts d'argent du 22 août. Les 1 758 pièces qui ont été frappées par le chef monnayeur Henry Voigt, bien qu'acceptables, ont été mal frappées en raison de problèmes avec la presse à frapper qui est utilisée au début de la production à la Monnaie. Il s'agit d'une presse à vis actionnée par l'homme, destinée à être utilisée sur des pièces de monnaie ne dépassant pas la taille d'un demi-dollar.

Le 16 octobre 1794, après avoir reçu un dollar en argent de David Rittenhouse, le secrétaire d'État Edmund Randolph transmet la pièce au président Washington pour qu'il l'inspecte. Afin de faciliter la circulation des pièces, Rittenhouse dépense une grande partie de ses nouvelles pièces et les échange contre des pièces étrangères pour commercialiser les nouveaux produits de la Monnaie. D'autres pièces sont distribuées aux visiteurs de marque de la Monnaie. Après la production initiale, Rittenhouse ordonne de mettre fin à toute production de pièces en dollars jusqu'à ce que le personnel de la Monnaie puisse construire une presse plus puissante qui serait capable de mieux frapper les pièces. Le Columbian Centinel, un journal de Boston, au Massachusetts écrit un premier article sur les nouvelles pièces de monnaie en dollars le 26 novembre 1794 :

« Une partie des nouveaux dollars frappés à la Monnaie des États-Unis a trouvé son chemin jusqu'à cette ville. Un correspondant en a mis un dans les mains du rédacteur en chef hier. Son poids est égal à celui d'un dollar espagnol, mais le métal semble plus fin... L'ensemble plaît à un connaisseur, mais les finitions sont trop délicates, et il manque cette audace d'exécution nécessaire à la durabilité et à la rentabilité. »

La nouvelle presse à frapper la monnaie est achevée au début de 1795, et le premier lot de dollars, totalisant 3 810 pièces, est livré le 6 mai. Les pièces frappées le 8 mai peuvent avoir porté la date de 1794, mais il n'existe aucun document ou preuve à l'appui d'une telle assertion. On sait qu'un certain nombre de dollars de 1795 (ainsi qu'une émission de 1794) sont frappés avec un tampon d'argent placé au centre, mesurant environ 8 millimètres. On pense que cela a été fait pour compenser le sous-poids des flans. La production totale de la deuxième et dernière année est estimée à 160 295 exemplaires. Au total, 203 033 dollars en argent sont frappés en 1795, mais on ne sait pas exactement combien d'entre eux sont du type Flowing Hair, car le dollar Draped Bust lui succède en octobre 1795 ; il est conçu par le portraitiste Gilbert Stuart à la demande du successeur de Rittenhouse au poste de directeur de la Monnaie, Henry de Saussure.

## Valeur numismatique
Tout au long de son histoire, le dollar de 1794 est largement considéré comme l'une des pièces les plus rares et les plus précieuses des États-Unis. Dans un numéro de septembre 1880 de The Coin Journal, l'auteur note qu'un spécimen de bonne qualité du dollar de 1794 a une valeur de cinquante dollars. Au début des années 1990, l'historien numismate Jack Collins estime que le nombre de pièces survivantes se situe entre 120 et 130. En 2013, le plus bel exemplaire connu, qui figure parmi les premières pièces frappées et qui a été préparé avec un soin particulier, est vendu aux enchères pour 10 016 875 dollars, le prix de vente le plus élevé de toutes les pièces de l'histoire. Le dollar est classé spécimen-66 par le service professionnel de classification des pièces de monnaie, en tenant compte des conditions particulières dans lesquelles il a été frappé. La pièce, qui avait appartenu auparavant au colonel Edward Howland Robinson Green, est vendue par les Stack's Bowers Galleries lors d'une vente aux enchères publique en janvier 2013. En 2010, cette même pièce avait déjà changé de propriétaire, acquise pour une somme record de 7,85 millions de dollars, par la Cardinal Collection Educational Foundation. Steven Contursi, ancien propriétaire de la pièce, déclare qu'il s'agit d'un « trésor national » et qu'il est fier d'en avoir été le « gardien » de 2003 jusqu'à sa vente en 2010. Martin Logies, représentant de la fondation qui a acheté la pièce, déclare que, de toutes les raretés qu'il a vues, il pense que celle-là est « la plus importante de toutes ».